# Hantai (Hanzhong)
Der Stadtbezirk Hantai (汉台区; Pinyin: Hàntái Qū) ist ein Stadtbezirk der bezirksfreien Stadt Hanzhong in der chinesischen Provinz Shaanxi. Er hat eine Fläche von 544,8 Quadratkilometern und zählt 618.204 Einwohner (Stand: Zensus 2020).

## Administrative Gliederung
Auf Gemeindeebene setzt sich der Stadtbezirk aus acht Straßenvierteln und sieben Großgemeinden zusammen. 